# Christian Cannabich
Johann Christian Innocenz Cannabich Bonaventura (Mannheim, batizado em dezembro de 1731 - Frankfurt am Main, 20 de janeiro de 1798), foi um violinista, compositor e Kapellmeister alemão da era clássica.
Um prolífico compositor de cerca de 200 obras, continuou o legado de Johann Stamitz e transformou a orquestra de Mannheim em uma das melhores da Europa, atingindo um grau de perfeição interpretativa até então nunca alcançado. Juntamente com Stamitz e outros compositores da corte de Manheim foi ele o principal responsável pelo desenvolvimento da textura orquestral que abriu o caminho para a orquestração dos clássicos vienenses. Seu tratamento das madeiras, em especial os clarinetes, influenciou Mozart.